# 奧爾城 (加利福尼亞州)
奧爾城（英語：Oil City）是位於美國加利福尼亞州克恩縣的一個非建制地區。該地的面積和人口皆未知。

## 地理
奧爾城的座標為35°15′35″N 118°58′37″W / 35.25972°N 118.97694°W，而該地的平均海拔高度為137米（即449英尺）。